# مقاطعة كاغان
مقاطعة كاغان هي تقسيم إداري في ولاية بخارى في أوزبكستان. مركزها مدينة كاغان.